# Harry Fultz
Harry Trevlin Fultz (ur. 29 grudnia 1888 w Salem, zm. 30 grudnia 1980 w Seymour) – amerykański nauczyciel.

## Życiorys
Ukończył Wabash College, następnie odbył studia mechaniczne. Pracował następnie jako nauczyciel, w latach 1917–1919 odbył służbę wojskową. W 1922 roku Fultz został dyrektorem Szkoły Technicznej w Tiranie, będącej pierwszą szkołą tego typu na terenie Albanii; pełnił tę funkcję do 1933 roku.
Podczas II wojny światowej pracował w Departamencie Stanu Stanów Zjednoczonych, a od 1947 do 1962 roku piastował funkcję dyrektora Centrum Międzynarodowego na University of Chicago, jednocześnie był sekretarzem Panamerykańskiej Rady Edukacji.